# Johan Holten

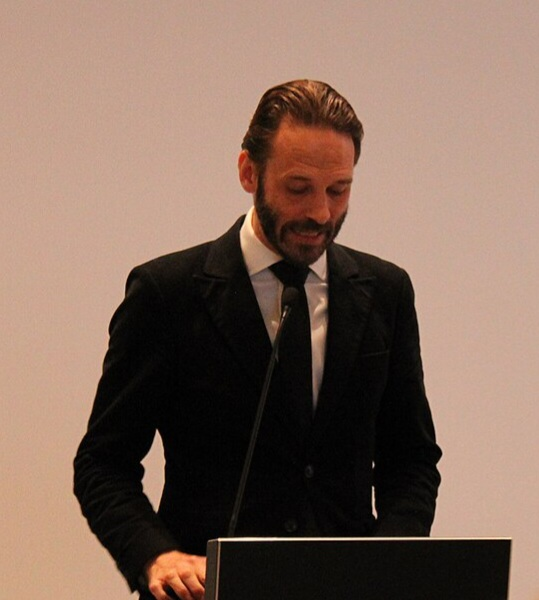
Johan Holten, während seiner Eröffnungsrede in der Ausstellungseröffnung "Hoover Hager Lassnig" am 9. November 2023 in der Kunsthalle Mannheim.

Johan Holten (* 1976 in Kopenhagen) ist ein Kurator und Museumsdirektor.

## Leben
Johan Holten ist ausgebildeter Tänzer und gehörte von 1994 bis 1998 als Gruppentänzer der Hamburger Tanzkompanie von John Neumeier an. Anschließend arbeitete er als Bühnenbildner und Künstler, bis er Kunstgeschichte und Kulturwissenschaften an der Humboldt-Universität Berlin studierte, welches er 2006 abschloss. Seine Abschlussarbeit schrieb er über die Geschichte des Kuratierens von Ausstellungen.
2006 wurde er Direktor des Heidelberger Kunstvereins. Seit 2009 war er Vorsitzender der Arbeitsgemeinschaft Deutscher Kunstvereine. 2011 wurde er Leiter der Kunsthalle Baden-Baden. Hier kuratierte er 2011 seine erste Ausstellung Geschmack. Der gute, der schlechte und der wirklich teure.
Seit 2019 ist Johan Holten Leiter der Kunsthalle Mannheim.
Johan Holten ist der Bruder des Opernregisseurs Kasper Holten.

## Preise und Auszeichnungen
- 2006: ADKV-ART COLOGNE Preis für Kunstvereine
- 2013: Justus-Bier-Preis für Kuratoren zusammen mit Friedrich Meschede.